# オハグロハギ
オハグロハギ （学名：Acanthurus thompsoni、英名：Thompson's surgeonfish）は、スズキ目ニザダイ亜目ニザダイ科に属する魚。

## 分布
太平洋からインド洋に広く分布する。日本では南日本の太平洋沿岸、八丈島、小笠原諸島、琉球列島などに生息する。

## 生態
体長は大きい個体で20cm程度。体表は灰色で模様はない。白色の尾びれが深く湾入しているのが特徴。水深4m～10mの潮通しのいいサンゴ礁外縁やドロップオフで群れを作って泳ぐ。キンギョハナダイやキホシスズメダイと混泳することもある。

## 利用
観賞魚として利用される。